# 蘭伯城 (喬治亞州)
蘭伯城（英語：Lumber City）是一個位於美國喬治亞州特爾費爾縣的城市。

## 地理
蘭伯城的座標為31°55′48″N 82°41′01″W / 31.93000°N 82.68361°W，而該地的平均海拔高度為42米（即138英尺）。

## 人口
根據2010年美國人口普查的數據，蘭伯城的面積為5.00平方千米，當中陸地面積為5.00平方千米，而水域面積為0.00平方千米。當地共有人口1328人，而人口密度為每平方千米265.6人。